# Челси (Квебек)
Челси (фр. Chelsea) — населённый пункт в регионе Оттава канадской провинции Квебек, административный центр муниципалитета Коллин-де-ль-Утауэ. Примыкает непосредственно к северу к сектору Халл г. Гатино. Находится на расстоянии 10 км к северу от Оттавы. Входит в состав Национального столичного региона Канады.
Согласно переписи 2006 г, в Челси проживало 6 703 жителей. Количество франкофонов и англофонов в Челси примерно одинаково.
В состав Челси входит значительная часть Парка Гатино, идущего от реки Оттава между секторами Халл и Элмер г. Гатино. Восточной границей Челси является река Гатино. На севере, в Фарм-Пойнт, Челси граничит с деревней Уэйкфилд муниципалитета Ла-Пеш.
Челси считается местностью, ведущей активную экологическую политику. Здесь, одними из первых в Канаде, запретили использование пестицидов.
Название «Челси» дал местности один из первых поселенцев, Томас Бригам, в начале 19 века, в честь своей родной местности Челси в Нью-Вермонте. Ранее Челси также было известно под названием «Западный Халл».
Достопримечательностью Челси является паровая железная дорога Халл-Челси-Уэйкфилд.